# Bình Đà
Bình Đà là một làng Việt cổ. Thuộc xã Bình Minh, huyện Thanh Oai, thành phố Hà Nội, Việt Nam.

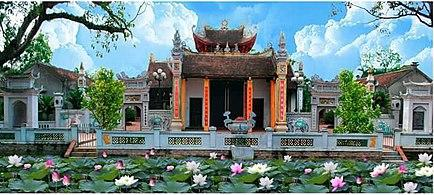
Đền Nội Bình Đà thờ Đức Quốc tổ Lạc Long Quân (Di tích lịch sử văn hóa cấp Quốc gia)

## Vị trí địa lí
Từ trung tâm Hà Nội xuôi chéo qua Hà Đông, theo quốc lộ 6 về Ba La bông đỏ, rẽ trái theo quốc lộ 21B chừng 7 km qua tổng Xốm là tới tổng Bình Đà xưa (nay gồm các làng làng Bình Đà; Minh Kha, Sinh Liên, Sinh Quả - xã Bình Minh; Thạch Bích, Kỳ Thủy, Thanh Lương - xã Bích Hòa; Tê Quả - xã Tam Hưng). Làng Bình Đà xưa thuộc Tổng Bình Đà, huyện Thanh Oai, Phủ Ứng Thiên, Trấn Sơn Nam Thượng.
Bình Đà phía Bắc giáp làng Thanh Lương và Kỳ Thủy của xã Bích Hoà, Phía Nam giáp xã Thanh Mai, phía Đông giáp làng Khê Tang của xã Cự Khê, phía Tây giáp các làng Ninh Dương và Thượng Thanh của xã Thanh Cao, Đàn Viên của xã Cao Viên. Xuyên giữa làng là con sông Đỗ Động Giang cổ xưa như dải lụa uốn lượn mềm mại vắt ngang làng Bình Đà thành tả ngạn và hữu ngạn. Nay con sông đã thành "tử giang" - con sông chết đã đi vào trong huyền thoại.
Rìa phía Tây của làng có đường quốc lộ 21B, theo hướng Bắc-Nam, từ xã Bích Hòa chạy qua sang xã Thanh Mai. Đường 71 từ Bình Đà qua Tam Hưng tới thị trấn Thường Tín, nối quốc lộ 21B đến Quốc lộ 1.

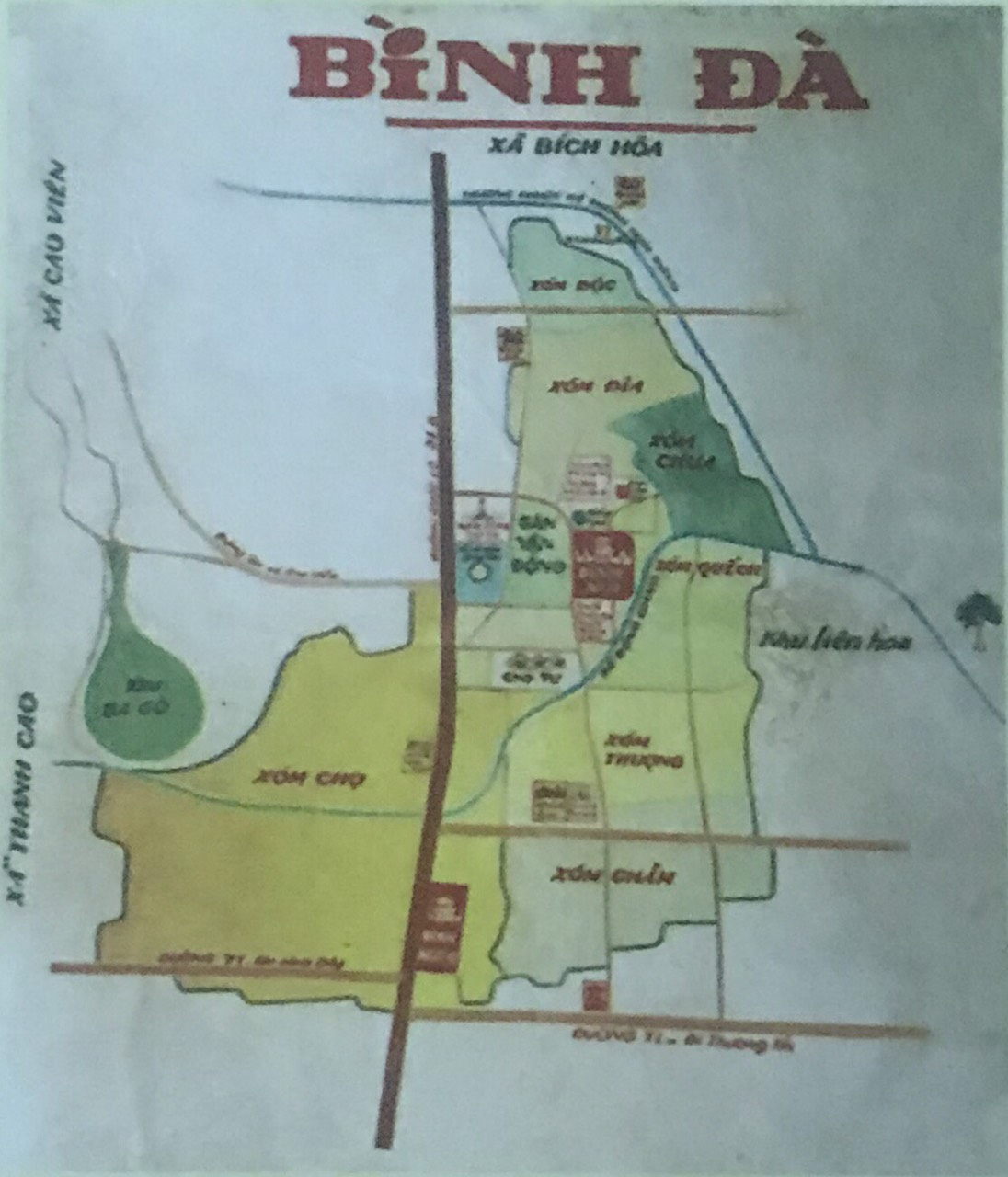
Bản đồ làng cổ Bình Đà, xã Bình Minh, huyện Thanh Oai, thành phố Hà Nội

## Danh trạng
Trước công nguyên vùng quê này mang danh Cổ Nõi/Kẻ Nõi - một cái tên rất cổ. Bình Đà khi ấy mang tên là Bảo Cựu, một dấu ấn cổ ngữ từ Cửu Chân thời Hùng Vương mở nước.
Bình Đà xưa có tên chữ là làng Bùi, sang thời Tiền Lê mang danh chạ Bảo Cựu, đến thời Lý đổi là Bảo Đà. Cho đến cuối thời nhà Lê, là xã Bảo Đà thuộc Tổng Bảo Đà, huyện Thanh Oai, Phủ Ứng Thiên, Trấn Sơn Nam Thượng.
Sách Đại Nam nhất thống chí (Quốc sử quán triều Nguyễn biên soạn) có ghi: "Lỵ sở huyện Thanh Oai ở xã Bảo Đà"
Địa danh Bình Đà có từ triều vua Minh Mạng nhà Nguyễn (1820) là tên gọi của phạm vi hành chính "nhất làng,nhất xã".
Ngày nay làng Bình Đà thuộc xã Bình Minh, huyện Thanh Oai, Thành phố Hà Nội, Việt Nam.
Làng Bình Đà xưa có 7 xóm: xóm Phượng Trì, xóm Minh Châu, xóm Đường Dục, xóm Đầu Ngõ, xóm Trạch Thượng, xóm Trạch Hạ và xóm Cao Thị. Nay là 7 thôn: Thôn Đìa, Thôn Dộc, Thôn Chua, Thôn Quyếch, Thôn Chằm, Thôn Thượng và Thôn Chợ.

## Lược sử
Trong suốt chiều dài 4000 năm, Bình Đà đã là cái nôi của truyền thống dựng nước và giữ nước từ thời Hùng Vương mở nước đến các cuộc kháng chiến chống Pháp, Mĩ cứu nước. Từ đó là khởi nguồn cho sức mạnh đại đoàn kết dân tộc, là sợi chỉ đó kết nối xuyên suốt từ thuở khai thiên lập địa đến thời đại ngày nay.

### Quốc tổ Lạc Long Quân đóng đại bản doanh
Theo Đại Việt sử kí toàn thư, Vua Đế Minh (cháu ba đời họ Viêm Đế Thần Nông) có hai người con, "con trưởng là Đế Nghi, con thứ là Lộc Tục". Nhà vua yêu Lộc Tục hơn nên muốn cho Lộc Tục làm vua phương Bắc. Lộc Tục là người khiêm nhường nên đã nói với cha nhượng cho anh cả. Vì vậy vua cha cử Lộc Tục làm vua phương Nam (đất Văn Lang sau này). Đất Văn Lang tức nước Xích Quỷ có nhiều phong cảnh thanh kỳ. Dải Lĩnh Nam trùng trùng, điệp điệp, xanh như chàm, xa trông như rồng uốn khúc. Lên làm vua, Lộc Tục lấy hiệu là Kinh Dương Vương, buổi đầu toan đóng đô ở chân núi Miễu Sơn, sau ấn định xây thành, đắp lũy ở Cửu Lĩnh. Vua lấy Long Nữ con gái Động Đình Quân, sinh ra Sùng Lãm tức Lạc Long Quân kế nghiệp vua cha.
Lạc Long Quân lấy hiệu là Hùng Hiền Vương di chuyển kinh đô về Nghĩa Lĩnh. Khi Kinh Dương Vương qua đời, Hùng Hiền Vương lấy nàng Âu Cơ con gái Đế Lai chúa tể động Lăng Xương, một xứ lân cận Văn Lang bên bờ giải Âu Giang. Âu Cơ có mang được 3 năm 3 tháng 10 ngày mới thấy chuyển dạ. Nơi nàng lâm bồn là một chiếc lều tranh bên đường không xa kinh thành, nàng sinh ra một cái bọc. Long Quân vô cùng kinh ngạc, Ngài cho quần thần dựng đàn tế cáo trời đất. Trong lúc cử hành lễ bái thì trời nổi mây ngũ sắc, năm người cao lớn dị thường đầu đội mũ Kim Quang, mặc áo bào xanh, lưng đeo đai ngọc... tuyên bố "Ngọc Hoàng Thượng đế cử chúng ta xuống để thi hành nhiệm vụ đặc biệt. Hoàng hậu sinh ra một cái bọc đó là điềm vô cùng tốt đẹp, trong bọc có một trăm trứng. Chúng tôi có bổn phận biến ra thành một trăm con trai, những người con này sẽ giúp nhà vua trị dân giữ nước". Đúng ngày rằm tháng 1 năm sau, mây ngũ sắc lại tái hiện, ngôi nhà rực sáng, bọc trứng tự nở ra một trăm người con trai. Một hôm vua bảo Âu Cơ "Ta vốn là con cháu thủy thần, nàng thuộc loài tiên, nước lửa khắc nhau, không thể kết hợp lâu dài được. Vậy xin chia tay để giữ lấy dòng giống. Nàng nên đem 50 con lên núi, ta đem 50 con xuống biển, cùng nhau khai cơ mở nghiệp, tạo thế cho con cái và dân chúng dài lâu".
Sau khi chia tay với Quốc mẫu Âu Cơ, Lạc Long Quân cùng 50 người con còn lại xuôi đường lần ra Nam Hải. Đến đất Bình Đà bây giờ, cách biển không xa, sông nước mênh mang, Lạc Long Quân truyền cho các con dừng chân dựng trại, nổi lửa nấu ăn. Đi dạo khắp vùng một lượt, thấy thế đất nơi đây màu mỡ, sông suối lượn quanh, nhiều thềm đất cao mang dáng long chầu hổ phục, bèn quyết định chọn đất này làm nơi dựng xây cơ nghiệp. Ngày ngày, Lạc Long Quân cùng quần thần văn võ dạy dân trồng dâu nuôi tằm dệt vải, đuổi diệt thú dữ. Lại truyền cho các con lực chọn dân chúng khỏe mạnh, tỏa đi khắp vùng duyên hải khai khẩn đất hoang, lấn biển mở mang bờ cõi... Chẳng bao lâu, cả vùng đất với trung tâm là Bảo Cựu cuộc sống dân lành đã trở nên trù phú, mọi thảo khấu trong vùng bị dẹp tan. Ruộng đồng, làng xóm ngày một mở rộng, hình thành nên những làng xóm đầu tiên của Châu thổ sông Hồng sau này. Vào một ngày cuối tháng Hai lịch trăng, trời bỗng nhiên nổi dông gió, sấm chớp lóe sáng cả vùng, Quốc tổ ăn vận trang phục oai phong, lẫm liệt, thân thương nhìn các con cháu và dân làng một lượt rồi hóa trong đêm. Cảm thương và tỏ lòng tri ân với người có công khai hóa vùng đất Bảo Cựu này. vua quan cùng dân làng tổ chức lễ tang linh đình, táng ngài tại gò đất cao nhất vùng, lập miếu quanh năm thờ phụng.
Cổ lôi ngọc phả hiện lưu giữ Đền Hùng (niên hiệu Thái Bình thứ hai-971) có ghi " Mộ (Lạc Long Quân) táng tại Ba Đống (Ba Gò) đồng thượng Bảo Cựu, hậu cải Bảo Đà"
Người dân làng Bảo Cựu và các thế hệ con cháu đời sau còn truyền tụng những câu thơ ca ngợi Đức Quốc Tổ:
" Đỗ Động lưu truyền xuất thánh nhân
Cõi Nam mở nước Lạc Long Quân
Tiên-Rồng bọc trứng sinh trăm Việt
Hồng lạc cháu con ức triệu dân
Đường Quyếch thành xưa nền phát tích

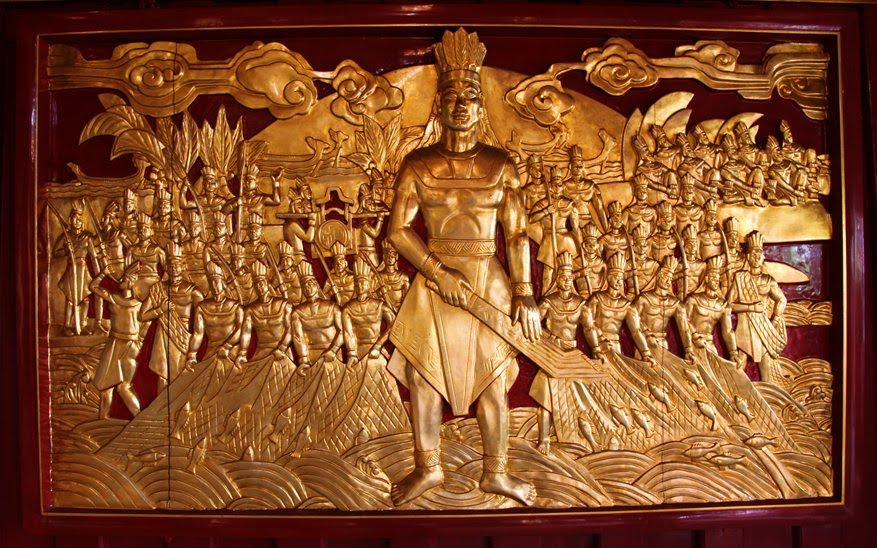
Phù điêu Lạc Long Quân dẫn 50 người con xuống biển (nay là đất Bình Đà)

Bảo Đà mộ Tổ miếu tôn thần
Trống đồng vang vọng hồn sông núi
Khói đỉnh hương trầm vạn tuế xuân."

### Căn cứ của Đỗ Cảnh Thạc
Theo Đại Việt sử ký tiền biên, "năm 966, Bọn quan Tham mưu của Ngô vương là Lã Xử Bình, Thứ sử Phong Châu là Kiều Tri Hựu, Thứ sử châu Vũ Ninh là Dương Huy, Nha tướng là Đỗ Cảnh Thạc, tranh nhau lên ngôi. Trong nước khắp nơi nổi loạn, ai nấy đều chiếm cứ quận ấp, mưu thôn tính lẫn nhau.
Trong cuộc chiến này phe Lã Xử Bình thắng thế, chiếm được Cổ Loa.Đỗ Cảnh Thạc kéo quân ra ngoài, chiếm giữ vùng Đỗ Động Giang, đắp thành Quèn và đồn Bảo Đà (ở 2 huyện Quốc Oai và Thanh Oai, Hà Nội ngày nay) để cát cứ, trở thành một sứ quân rất mạnh, tự xưng Đỗ Cảnh Công.
Căn cứ quân sự quan trọng thứ hai của tướng quân Đỗ Cảnh Thạch nằm cách trại Quèn khoảng 20 km theo đường chim bay là đồn Bảo Đà (nay thuộc thôn Bình Đà, xã Bình Minh, Thanh Oai, Hà Nội). Suốt từ trại Quèn xuống đến Thiên Phúc, Bảo Đà ở Thanh Oai đều thuộc quyền Đỗ Cảnh Thạc cai quản. Bình Đà nằm ở thượng nguồn sông Đỗ Động, con sông nổi tiếng một thời. Khi sông Đáy qua Thanh Oai đến vùng Cao Bộ, Đồng Dương thì chia nước cho sông Đỗ Động. Theo bản đồ địa dư chí thời Đồng Khánh (1886-1888), thì sông Đỗ Động vùng Cao Bộ - Đồng Dương, chảy về Huyền Kỳ, lượn xuống Thạch Bích, Kỳ Thủy, rồi chạy vào đất Bảo Đà, phía Nam khu vực Ba Gò theo giữa Thôn Chợ, Ninh Dương, qua đường 22 (khoảng giữa phố Bình Đà, đường đi vào Thôn Chằm hiện nay), sông ngoặt chảy ngược sau chùa âm, ngang qua Thôn Thượng lượn chếch lên xóm Quyếch, Thôn Chua, mềm mại vòng qua Liên Hoa tạo nên con xoáy phía đầu oải (bên bờ sông hiện nay còn cây trôi- ước trên ngàn năm tuổi), xuống thôn Sinh Quả đến đống Tu, chùa Bối, xuống Ốc Lý và Chi Chỉ, rồi nhập vào sông Nhuệ.

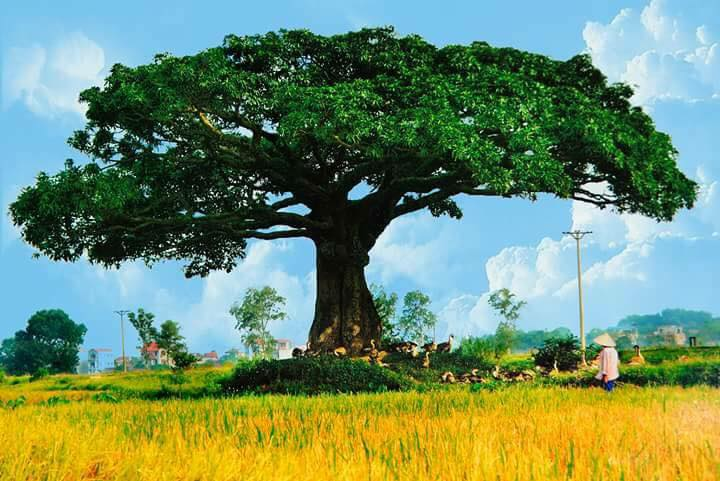
Cây Trôi nghìn năm tuổi tại Bình Đà (Cây di sản Việt Nam)

Ở đồn Bảo Đà xưa, nay thuộc thôn Bình Đà, Bình Minh, Thanh Oai còn miếu thờ Đỗ Cảnh Thạc, gần đó còn cây Trôi di sản hơn 1000 năm tuổi do ông trồng. Đến nay trong làng Bình Đà chỉ còn duy nhất một cây trôi có dáng rất đẹp, vẫn xanh tốt, đứng sừng sững, hiên nganh giữa cánh đồng, nằm bên sông Đỗ Động Giang. Đây là cây Trôi tán xòe rộng, đường kính khoảng 15m. Chu vi gốc cây khoảng 8m và phải 6 người ôm mới hết. Năm 2016, cây trôi này được công nhận là Cây di sản Việt Nam. Điều đặc biệt là ở khu vực Đỗ Động Giang có 3 cây trôi ở Bình Đà, cây trôi Sài Khê - Sài Sơn và cây trôi Ngô Sài - Thị trấn Quốc Oai đều có tuổi đời hơn 1000 năm và được cho là do sứ quân Đỗ Cảnh Thạctrồng.
Nơi đầu oải, quán tứ có miếu thờ cụ Đỗ Cảnh Thạc - là một thủ lĩnh của một trong 12 sứ quân. Hiện nay cây trôi vẫn còn nhưng miếu thờ được thay thế là trạm biến thế điện của xã Bình Minh. Sau khi thống nhất 12 sứ quân, thống nhất lãnh thổ lập lên nhà nước Đại Cồ Việt, khu vực Đỗ Động Giang thuộc về Đạo Quốc Oai, một trong 10 đạo, là các đơn vị hành chính Việt Nam dưới thời Đinh.
Ông đã lập Chùa Linh Thạc trên đất Bảo Đà, hiện nay vẫn còn dấu tích.
Ở đồn Bảo Đà xưa, nay thuộc thôn Bình Đà, Bình Minh, Thanh Oai còn miếu thờ Đỗ Cảnh Thạc.

### Vua về cày tịch điền
Năm 1032, Vua Lý Thái Tông tổ chức lễ hội Tịch Điền đầu tiên tại cánh đồng làng Bình Đà.
"Mùa hạ, tháng 4, ngày mồng 1, vua ngự đến Tín Hương ở Đỗ Động Giang cày ruộng tịch điền; nông dân dâng một cây lúa chiêm có chín bông thóc. Xuống chiếu đổi ruộng ấy làm ruộng Ứng Thiên. Ngày ấy trở về cung." - Đại Việt sử kí toàn thư chép.
Vua cho dựng Đài Quan Canh để vua trực tiếp làm lễ tế vua Thần Nông. Sau đó, vua cho quây màn, thay quần áo nhà nông, trực tiếp xuống rong trâu cầm cày, cày ba đường. Cày xong thay lại quần áo, lên Đài ngự xem hội Tịch Điền của dân làng. Nối tiếp sau vua, các hoàng thân quốc thích cũng thay áo xuống cày mỗi người 16 đường. Các quan văn, quan võ mỗi người cày 10 đường và các bô lão trong làng cũng được mời xuống cày dưới sự chứng kiến của muôn dân. Kể từ đó cánh đồng nơi vua về cày trong lễ Tịch Điền và nơi dựng Đài Quan Canh được mang tên là cánh đồng Cầu Hội. Nơi các quan cày liền kề được gọi là cánh đồng Quan.
Kể từ đó, hằng năm, dân làng Bình Đà đều tổ chức lễ xuống đồng, lễ tế vua Thần Nông và vẫn duy trì đến ngày nay.

### Bác Hồ về thăm
Tháng 10/1959 Bình Đà vinh dự được đón Bác Hồ về thăm. Điều đặc biệt là Bác đã xuống tận ruộng thăm hỏi người dân Bình Đà thu hoạch lúa mùa tại chính thửa ruộng được cho là nơi năm xưa vua Lý Thái Tông cày Tịch Điền !

Bác Hồ thăm ruộng lúa của nhân dân Bình Đà năm 1959

Bác đã xuống thăm nhân dân xã Bình Minh đang gặt lúa ở cánh đồng Thượng. Bác xem kỹ khoảng cách giữa các khóm lúa và đếm số bông trong khóm lúa, số hạt ở một bôn lúa và khen bà con thâm canh tốt. Bác thăm hỏi bà con xã viên về đời sống, về công việc làm ăn và căn dặn mọi người phải sản xuất tốt, cố gắng thu hoạch lúa cho nhanh gọn, tránh để rơi vãi lãng phí.

### Trường học ở Bình Đà
Từ những năm 1834,đời vua Minh Mệnh thứ 15, xã Bảo Đà đã có trường học dạy cho nho sinh trong vùng đi thi hương thi hội. Năm 1921 trường tiểu học hoàn chỉnh Đông Dương của Thanh Oai được mở tại phố Bình Đà (Icole primaire congplementaire Indochinoide de Thanh Oai). Năm 1947 trường bị phá chỉ còn lại cỏ mọc hoang suốt chín năm kháng chiến.
Sau ngày giải phóng, năm 1954-1955, năm học đầu tiên theo chương trình nhà nước Việt Nam lại được khai giảng ở Bình Đà. Đó là trường cấp I Thanh Oai. Năm học 1955-1956, đây là năm đầu tiên sau hàng mấy trăm năm cả huyện Thanh Oai mới có một trường cấp II. Trường cấp II Thanh Oai được đặt ở làng Bình Đà. trường cấp II Thanh Oai trước đây nay là trường THCS Bình Minh đã có nhiều thành tích trong giảng dạy, trường đã được đón thủ tướng Phạm Văn Đồng, các bộ trưởng, thứ trưởng bộ giáo dục, tổng liên đoàn lao động về thăm. Đã được đón nhận Huân chương Lao động của nhà nước...

### Phố huyện Bình Đà
Con đường đất này đã có từ xa xưa, nối liền Kinh thành Thăng Long đến Phủ Lý. Năm 1897 Pháp đưa Pôn Đu-me sang làm toàn quyền Đông Dương, mở đầu một cuộc khai thác quy mô những tài nguyên Việt Nam. Thực dân Pháp ra sức mở rộng giao thông thủy bộ phục vụ cho việc trị an và cho việc khai thác. Như vậy cuối thế kỉ 19, đầu thế kỉ 20 con đường đi qua Bình Đà về Phủ Lý đã được rải đá. Những năm 1930, phố Bình Đà còn có xe tay. Sáng sớm họ đón khách lên xe, chạy dài đến Xốm, Cầu Đơ.... Trước năm 1945 đã có trưởng phố, hai bên dọc phố đã có trên 20 hộ ở. Trong đó 10 hộ là các ông Chánh, phó lý, phán, đội... các hộ đều là nhà tranh vách đất. Đã có năm cái nhà gác 2 tầng nhưng nhỏ của gia đình ông Quan Thương, tổng Trưởng, Lý Bái, Chánh Ơn và Lí Lai.
Trước cách mạng, phố Bình Đà đã có nét buôn bán nhỏ. Có 5,6 hộ bán nước, 2 hộ bán cơm, hàng ăn, khách là các vị chức sắc về họp huyện, lính huyện và bà con lỡ đường. Có 3 hộ sản xuất, cho thuê và sửa chữa xe bò. Đã có hiệu sửa xe đạp, sửa đồng hồ. Cả làng Bình Đà mới có bốn cái xe đạp của ông Phó Đoan, Chánh Nhời, Hương Chất và một cái xe chạy thư. Ngoài ra còn có giò chả, thuốc lào, thuốc bắc, thợ may. Con đường đá rộng hơn 4 mét, ô tô của Pháp và ô tô chở khách Vân Đình-Hà Đông đi qua.
Sau cách mạng, nhiều cuộc họp của chính quyền cách mạng của mặt trận Việt Minh cấp huyện, cấp xã còn họp ở phố Bình Đà. Năm 1950 Pháp xây dựng bốt Bình Đà nằm ở góc đường 22 gặp đường 71 lên Thanh Cao. Từ năm 1950 đến năm 1954, phố vẫn lặng lẽ trong vùng địch hậu. Tháng 8/1954 địch rút khỏi Bình Đà, quê hương hoàn toàn giải phóng. Nhà nước xây kho thóc, rồi của hàng lương thực Bình Đà, nhà bách hóa tổng hợp sừng sững to đẹp ngay trước chỗ trường học cũ. Phía đường 71 đi Tam Hưng có Hợp tác xã vận tải, kho thuốc sâu, khu nhà tập thể trạm vật tư...
Con phố huyện ngày xưa đến nay đã nhiều đổi thay, sầm uất hơn, to đẹp hơn. Nhưng thế nào thì nó vẫn mang trong mình bao vẻ đẹp, nỗi nhớ của không biết bao kiếp người, của bao người đã qua đây ngày hội hè và những ngày chợ pháo.

### Anh hùng lao động
Thời kì chống Mĩ cứu nước (1965-1975) nơi đây còn là quê hương của những cánh đồng 5 tấn, 10 tấn, một đơn vị dẫn đầu miền Bắc. Năm 1985, xã Bình Minh được nhà nước phong tặng danh hiệu "Anh hùng Lao động" và nhiều huân chương cao quý khác.

## Làng pháo Bình Đà vang danh cả nước một thời
"Nhất pháo Bình Đà, nhất gà Đông Tảo" đó chính là câu ca người xưa vẫn truyền tai nhau ca ngợi những đặc sản nổi tiếng cả nước, trong đó pháo Bình Đà luôn được xếp hàng đầu. 
Làng Bình Đà nổi tiếng với nghề làm pháo suốt từ thời vương triều nhà Nguyễn, với loại pháo nổi tiếng nhất mang tên "Nam Hải Hoàng Hoa". Trước năm 1995, Bình Đà (Bình Minh –Thanh Oai) nổi tiếng khắp Việt Nam là một làng với nghề sản xuất pháo truyền thống. Người Bình Đà rất tự hào vì nghề này đã giúp nơi đây trở thành làng giàu nhất nhì huyện Thanh Oai lúc đó.
Thời ấy, đặt chân tới đất Bình Đà là đã có thể ngửi thấy mùi thuốc pháo, mùi xác pháo vừa đốt, mùi giấy cuộn pháo và cảm nhận được sự náo nhiệt của nghề làm pháo. Cả làng đều làm pháo, không phân biệt tuổi tác, giới tính cuốn theo vòng xoáy của công việc khá nguy hiểm này.
Trẻ con thì tiêm pháo, cuộn pháo, những người trung niên có nhiều kinh nghiệm thì nhận nhiệm vụ đổ thuốc. Người ta làm pháo từ sáng sớm tới tối mịt, tình làng nghĩa xóm nhờ đó mà cũng trở nên thân thiết. Nghề pháo càng phát triển, những ngôi nhà tầng cũng dần thay thế những mái nhà ngói cũ kĩ, đời sống nhân dân dần được nâng lên.
Kể từ khi Đảng, Chính phủ và Nhà nước cấm nghề Pháo. Thì bà con chuyển sang nghề bán thịt gà, trâu bò, nông nghiệp và công chức để sinh sống. Giờ đây mỗi khi có các ngày lễ lớn, Tết nguyên đán của dân tộc, người dân của làng Bình Đà tâm sự và bồi hồi nhớ lại những kỷ niệm không bao giờ quên về việc đốt Pháo để chào mừng. Những người con của quê hương Bình Đà khi đi công tác, làm ăn sinh sống ở khắp mọi miền của Tổ quốc rất tự hào khi giới thiệu với bạn bè về quê hương Pháo Bình Đà của mình. Bên cạnh đó các cụ già, người lớn tuổi khi nhớ lại cái thời huy hoàng tung hoành đi biểu diễn thương hiệu "Pháo Bình Đà" khắp mọi miền của Tổ quốc, thì có chút tiếc nuối nhớ lại quá khứ của làng nghề như sự mất mất to lớn của đôi trai gái yêu " Anh nhớ em như Bình Đà nhớ Pháo - Anh mất em như Pháp mất Đông Dương".

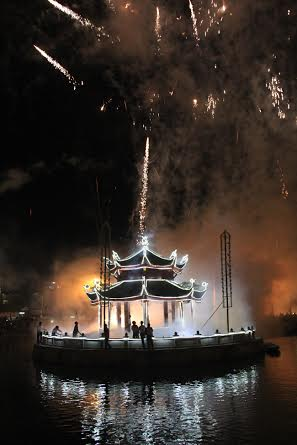
Đốt pháo trong lễ hội Bình Đà

## Di sản văn hoá vật thể

### Đền, Đình, Chùa, Miếu
- Đền Nội Bình Đà thờ Đức Quốc tổ Lạc Long Quân được xếp hạng Di tích lịch sử văn hóa quốc gia năm 1985, 1991.
- Đình Ngoại Bình Đà thờ Linh Lang Đại Vương được xếp hạng Di tích lịch sử văn hóa quốc gia năm 1992.
- Chùa Diên Phúc (Diên Phúc Tự). Nay là trường THCS Bình Minh
- Chùa Gã (Diên Khánh Tự)
- Chùa Âm (Quan Âm Tự)
- Chùa Chợ (Linh Thạc Tự)
- Chùa Cả (Diên Phúc Tự)
- Chùa Bụt Mọc (Linh Quang Tự)
- Miếu Ông (Thôn Chua) được xếp hạng Di tích lịch sử văn hoá
- Miếu thờ Bà Chúa Miễu (Thôn Chằm) được xếp hạng Di tích lịch sử văn hóa, cách mạng: tục dân làng gọi là bà chúa Miễu. Thờ Bà Phan Thị Ngọc Lịch - đệ nhất cung tần triều Lý là người làng Tràng Cát (xã Kim Thư, huyện Thanh Oai). Khi về già, bà được vua Trần Thánh Tông cho quyền tự chọn nơi an dưỡng tuổi già. Bà đã bỏ tiền mua hơn 10 mẫu ruộng của làng Bình Đà thuộc thôn Chằm và thôn Chợ hiện nay. Số ruộng này bà giao cho làng cấp cho những người đang tại lính được cày cấy. Tưởng nhớ công đức của bà, dân làng đã lập miếu quanh năm hương khói thờ phụng.
- Miếu Am Đọ (Thôn Quyếch) thờ bà Bùi Thị Đọ -người làng Bình Đà. Bà có điều kiện cha chú làm quan ở phủ chúa nên thường được ra vào phủ, chúa Trịnh thấy bà đẹp người đẹp nết nên đã đem lòng yêu mến và được chúa Trịnh phong làm thứ phi. Bà thường cúng tiền công đức tu sửa Đền, Đình, Chùa ở Bình Đà. Cuối đời bà bề quê dưỡng già và mua ruộng đất cho dân làng cày cấy. Khi bà mất, dân làng đã lập miếu thờ bà và làm giỗ bà hàng năm vào ngày 8/4.

### Bảo vật Quốc gia
- Bức phù điêu Đức Quốc Tổ Lạc Long Quân và các nhân vật thời đại Hùng Vương tại Đền Nội được công nhận là Bảo vật quốc gia (Việt Nam) năm 2015[6]
- Trống đồng Hơ-gê có niện đại khoảng thế kỷ III trước Công Nguyên được phát hiện thấy tại cánh đồng Cổ Lõi thôn Dộc năm 1982. Hiện đang lưu giữ tại viện bảo tàng tỉnh Hà Tây.

### Cây Di Sản Việt Nam
- Cây trôi cổ thụ hơn nghìn năm tuổi là nơi Đỗ Cảnh Thạc lập căn cứ được công nhận là Cây di sản Việt Nam năm 2016.
- 2 cây muỗm và 1 cây đa tía trong khuôn viên Đền Nội Bình Đà được công nhận là Cây di sản Việt Nam năm 2016.

### Nhà thờ các dòng họ
- Nhà thờ dòng họ Nguyễn Chính: Thôn Dộc
- Nhà thờ dòng họ Lưu Bá: Thôn Dộc
- Nhà thờ dòng họ Trịnh: Thôn Dộc
- Nhà thờ dòng họ Trương: Thôn Dộc
- Nhà thờ dòng họ Nguyễn Đức: Thôn Dộc
- Nhà thờ dòng họ Lưu Văn: Thôn Dộc
- Nhà thờ dòng họ Nguyễn Tiến: Thôn Đìa.
- Nhà thờ họ Lưu Văn: Thôn Đìa.
- Nhà thờ họ Phạm Đình: Thôn Đìa.
- Nhà thờ họ Nguyễn Hữu: Thôn Chua
- Nhà thờ họ Đinh: Thôn Chua.
- Nhà thờ họ Bùi: Thôn Quyếch.
- Nhà thờ họ Nguyễn Văn: Thôn Chằm
- Nhà thờ họ Nguyễn Doãn: Thôn Thượng

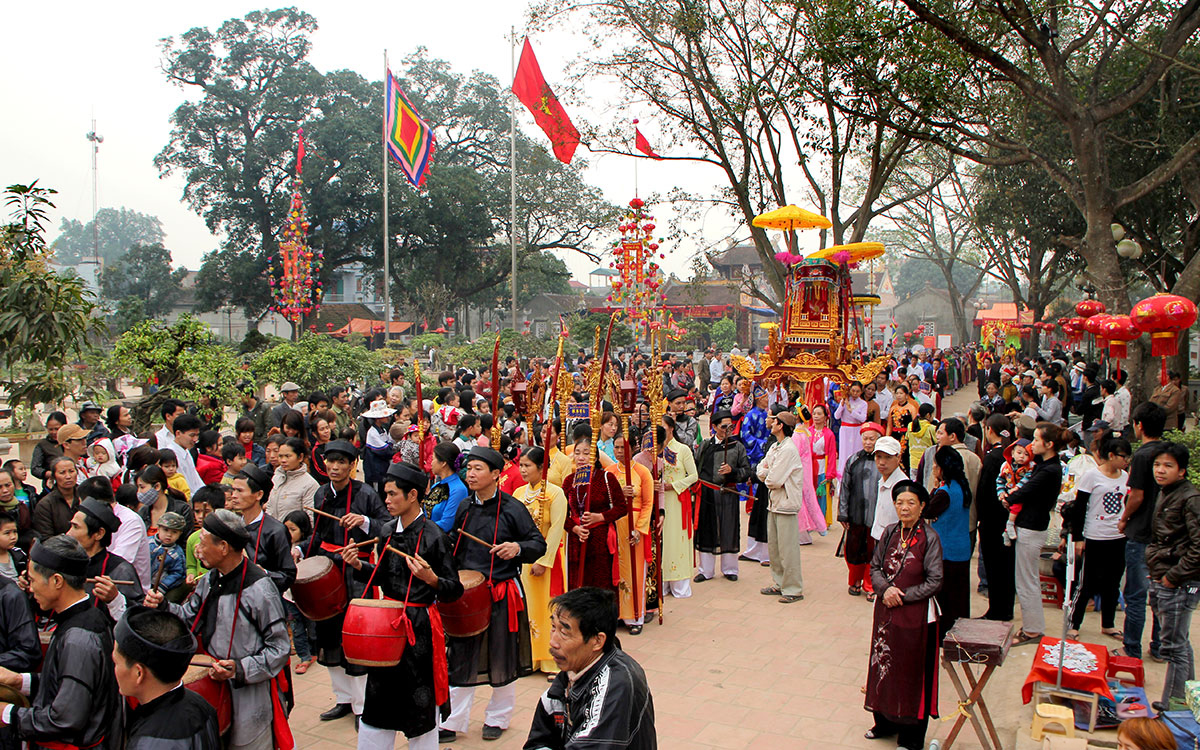
Lễ hội Bình Đà (Di sản văn hóa phi vật thể quốc gia)

- Nhà thờ họ Đỗ: Thôn Thượng
- Nhà thờ họ Nguyễn Tiến: Thôn Chằm
- Nhà thờ họ Nguyễn Duy: Thôn Chợ
- Nhà thờ họ Nguyễn Văn: Thôn Chua

## Di sản văn hóa phi vật thể
- Lễ hội Bình Đà được công nhận là Di sản văn hóa phi vật thể quốc gia đầu tiên của thành phố Hà Nội năm 2014.
- Hội pháo Bình Đà (đã bỏ khi Thủ tướng kí quyết định cấm pháo năm 1995).

## Danh nhân Bình Đà
- Đệ Tam giáp đồng Tiến sĩ xuất thân Phạm Tử Nghi (?-?): ông người xã Bảo Đà, huyện Thanh Oai (nay thuộc làng Bình Đà, xã Bình Minh, huyện Thanh Oai, Thành phố Hà Nội). Ông đỗ Tiến sĩ khoa Quý Mùi năm 1463 niên hiệu Quang Thuận năm thứ 4 (1463) đời Lê Thánh Tông. Tên tuổi ông được ghi trong Văn Miếu - Quốc Tử Giám – Hà Nội. Ông làm quan Tả Thị lang Bộ Hình (Tương đương với chức Thứ trưởng ngày nay).
- Võ tướng "Cố Lê Quả Cảm Tướng Quân" trung thành môn vệ uý Tướng quân Nguyễn Chính Tín: Thôn Dộc, xã Bình Minh, huyện Thanh Oai, Hà Nội.
- Bùi Thị Đọ: Vào thời vua Lê - chúa Trịnh, bà họ Bùi ở được tuyển vào cung vua. Cuối đời bà về dưỡng già ở Bảo Đà, mua ruộng cho dân làng cày cấy và làm giỗ hậu. Khi bà mất, dân làng chọn một gò đất cao nằm giữa ruộng đất của bà, lập một hương án lộ thiên, khắc bia đá thờ bà. Dân làng gọi đó là miếu Am Đọ (nay thuộc Thôn Quyếch), hàng năm vào 8/4 là ngày giỗ bà có đến 10 giáp trong làng cấy ruộng hậu của bà đều đến cúng lễ.
- Tổng đốc Sơn - Hưng - Tuyên, Thái Bảo "Phấn Dũng Tướng Quân" Nguyễn Chính Lâu (1857-1918) quê ở thôn Dộc - xã Bình Minh - huyện Thanh Oai - Hà Nội (Tương đương Bộ trưởng ngày nay).
- Giáo sư, Tiến Sỹ Nguyễn Ngọc Minh (1917-1989): Nguyên Chủ tịch Hội đồng tư pháp (Bộ trưởng Bộ Tư Pháp ngày nay), Hiệu trưởng đầu tiên của Đại học Pháp lý (Đại học luật ngày nay).
- Tiến Sỹ Nguyễn Tiến Sơn (sinh năm 1968): quê ở Thôn Chằm, xã Bình Minh, huyện Thanh Oai, Tp. Hà Nội. Hiện đang là Vụ trưởng vụ tổ chức Cán bộ - Viện Kiểm Sát nhân dân Tối cao.
- Thiếu tướng Nguyễn Duy Cường, quê ở Thôn Chằm, xã Bình Minh, huyện Thanh Oai, TP Hà Nội. Hiện là phó giám đốc Học viện phòng không không quân.